# Juan Alves
Juan José Alves Gordon (Mar del Plata, 25 de março de 1939) é um ex-ciclista olímpico argentino. Alves representou sua nação na prova de corrida individual em estrada nos Jogos Olímpicos de Verão de 1968, em Cidade do México.